# Климовка (Кременский район)
Климовка (укр. Климівка) — село в Кременском районе Луганской области Украины. Входит в Голубовский сельский совет.
Население по переписи 2001 года составляло 442 человека. Почтовый индекс — 92921. Телефонный код — 6454. Занимает площадь 1,29 км². Код КОАТУУ — 4421681302.

## Местный совет
92920, Луганська обл., Кремінський р-н, с. Голубівка, вул. Леніна, 46а  (укр.)